# Новоконстантиновская улица
Новоконстанти́новская улица — улица на границе Оболонского и Подольского районов города Киева. Пролегает от Заводской улицы до улицы Елены Телиги и проспекта Степана Бандеры.
К Новоконстантиновской улице примыкают улица Алябьева, Гаванский переулок, улицы Нахимова, Корабельная, Викентия Хвойки, Тульчинская и Алексея Терёхина.
Протяжённость улицы 1,75 км. Движение двустороннее (по три полосы в каждую сторону).

## История
Возникла в 1950-е годы. Современное название — с 1958 года (как продолжение Константиновской улицы). Начальная часть Новоконстантиновской улицы проложена на месте Луговой улицы, существовавшей в XIX — в начале XX столетия.

## Важные учреждения
- Грузовая железнодорожная станция Почайна (дом № 2-а).
- Поставщик медицинского оборудования MedicalStore Архивная копия от 21 июля 2020 на Wayback Machine (дом №1В)
- Easy Auto Dealer

Новокостянтинівська 8
Продаж авто з пробігом, обмін, викуп, кредит, лізиинг.

## Транспорт
- Станции метро «Тараса Шевченко», «Почайна»
- Автобус 72
- Железнодорожные платформы Зенит, Почайна
- Маршрутка 514

## Географические координаты
координаты начала 50°28′36″ с. ш. 30°29′45″ в. д.
координаты конца 50°29′16″ с. ш. 30°28′47″ в. д.